# Rats Return
Rats Return è un singolo del gruppo musicale britannico Porcupine Tree, pubblicato il 17 giugno 2022 come quarto estratto dall'undicesimo album in studio Closure/Continuation.

## Descrizione
Si tratta di uno dei brani più pesanti del disco e richiama lo stile delle pubblicazioni del gruppo legate agli anni duemila, alternando riff pesanti di chitarra con passaggi più ambient e soft. Riguardo al significato del testo, il frontman Steven Wilson ha spiegato che i ratti sono «politici che esprimono un interesse per il pubblico ma, quando si arriva al punto, vogliono solo salvare se stessi».

## Video musicale
Il video, reso disponibile nello stesso giorno, è stato diretto da Ricky Allen e girato interamente in bianco e nero e mostra la storia di una cantante, una ballerina e il suo gruppo in un omaggio al cinema muto con sfumature drammatiche, alle prese con temi come l'autorità militare.

## Tracce
Testi e musiche di Gavin Harrison e Steven Wilson.
1. Rats Return – 5:40

## Formazione
Gruppo
- Richard Barbieri – tastiera, sintetizzatore
- Gavin Harrison – batteria, percussioni
- Steven Wilson – voce, chitarra, basso, tastiera

Produzione
- Richard Barbieri – produzione
- Gavin Harrison – produzione, missaggio batteria
- Steven Wilson – produzione, missaggio
- Paul Stacey – registrazione aggiuntiva della chitarra
- Ed Scull – ingegneria del suono